# Dorothy West
Dorothy West (Boston, 2 giugno 1907 – Boston, 16 agosto 1998) è stata una scrittrice statunitense. Faceva parte dell'Harlem Renaissance, ed è conosciuta soprattutto per il romanzo The Living Is Easy, sulla vita di una famiglia nera delle classi elevate. Scrisse anche molti racconti.

## Biografia
Dorothy West nacque a Boston il 2 giugno 1907 e fu uno dei ventidue figli di Isaac Christopher West, uno schiavo emancipato che divenne un uomo d'affari di successo, e Reachel Pease Benson. Di precocissimo ingegno, iniziò a scrivere i suoi primi racconti a sette anni e a quattordici vinse alcune competizioni letterarie locali.
Nel 1926 la West arrivò al secondo posto con il racconto The Typewriter in una competizione letteraria patrocinata dalla rivista Opportunity, pubblicata dalla National Urban League, a pari merito con la futura scrittrice Zora Neale Hurston.
Poco tempo dopo Dorothy West si trasferì ad Harlem con sua cugina, la poetessa Helene Johnson. Ad Harlem Dorothy West conobbe altri scrittori dell'Harlem Renaissance, tra cui Langston Hughes, Countee Cullen e il romanziere Wallace Thurman. Hughes diede alla West il soprannome di "The Kid" ("La Bambina"), col quale era conosciuta durante il periodo passato ad Harlem.
Il principale contributo della West all'Harlem Renaissance fu la pubblicazione della rivista Challenge, che fondò nel 1934 con 40 dollari. Pubblicò anche il successore della rivista, New Challenge. Queste rivista furono tra le prime a pubblicare letteratura che parlasse in maniera realistica degli afroamericani. Tra le opere pubblicate figurano l'innovativo saggio di Richard Wright Blueprint for Negro Writing, assieme Margaret Walker e Ralph Ellison.
Entrambe le riviste fallirono per problemi economici, e Dorothy West lavorò per la Works Progress Administration del Federal Writers' Project fino alla metà degli anni quaranta. In quel periodo scrisse racconti per il New York Daily News, poi si sposto a Oak Bluffs nell'isola di Martha's Vineyard, dove scrisse il suo primo romanzo, The Living Is Easy. Pubblicato nel 1948, venne accolto positivamente dalla critica ma non vendette molte copie.
Nei successivi quarant'anni Dorothy West lavorò come giornalista, principalmente per piccoli giornali a Martha's Vineyard. Nel 1982 la stampa femminista ristampò The Living Is Easy, ridestando l'attenzione su Dorothy West e il suo ruolo nell'Harlem Renaissance. Come risultato di questo nuovo interesse, Dorothy West terminò il suo secondo romanzo, The Wedding. Pubblicato nel 1995, fu un best seller, dopo il quale venne pubblicata una raccolta dei racconti e memorie intitolata The Richer, the Poorer. Oprah Winfrey adattò il romanzo in una miniserie televisiva in due parti dal titolo omonimo.
Dorothy West morì il 16 agosto 1998 a 91 anni. Era uno degli ultimi membri dell'Harlem Renaissance ancora in vita.

## Opere
- The Living Is Easy (1948; ripubblicato nel 1982)
- The Wedding (1995) - Le nozze
- The Richer, The Poorer: Stories, Sketches, and Reminiscences (1995)
- The Dorothy West Martha's Vineyard: Stories, Essays and Reminiscences by Dorothy West Writing in the Vinyard Gazette eds. James Rober Saunders e Renae Nadine Shackelford. (2001)